# Tadamichi Machida
Tadamichi Machida (født 23. maj 1981) er en tidligere japansk fodboldspiller.
Han har spillet for flere forskellige klubber i sin karriere, herunder Kashiwa Reysol.